# Wolfram Löwe
Wolfram Löwe (n. 14 mai 1945, Markranstädt, Saxonia, Germania Nazistă) este un fotbalist german, medaliat olimpic. A participat la o ediție a Jocurilor Olimpice (1976) în care a câștigat o medalie de aur.